# Campeonato da Europa de Corta-Mato de 2005
O Campeonato da Europa de Corta-Mato de 2005 foi a  12º edição da competição organizada pela Associação Europeia de Atletismo no dia 11 de dezembro de 2005. Teve como sede Tilburg nos Países Baixos. 

## Resultados
Esses foram os resultados do campeonato. 

### Sênior masculino individual 9,84 km
| Posição           | Atleta                 | Tempo |
| ----------------- | ---------------------- | ----- |
| Medalha de ouro   | Serhiy Lebid           | 27:09 |
| Medalha de prata  | Alberto García         | 27:21 |
| Medalha de bronze | Driss Maazouzi         | 27:26 |
| 4.                | Bouabdellah Tahri      | 27:27 |
| 5.                | Günther Weidlinger     | 27:28 |
| 6.                | Mokhtar Benhari        | 27:35 |
| 7.                | Tom Van Hooste         | 27:36 |
| 8.                | Khalid Zoubaa          | 27:36 |
| 9.                | Juan Carlos de la Ossa | 27:36 |
| 10.               | José Ríos              | 27:37 |
| 11.               | Fernando Silva         | 27:39 |
| 12.               | Gary Murray            | 27:41 |

Total de 90 competidores.

### Sênior masculino por equipes
| Posição           | Equipe                                                                          | Pontos |
| ----------------- | ------------------------------------------------------------------------------- | ------ |
| Medalha de ouro   | França · Driss Maazouzi · Bouabdellah Tahri · Mokhtar Benhari · Khalid Zoubaa · | 20     |
| Medalha de prata  | Espanha · Alberto García · Juan Carlos de la Ossa · José Ríos · Iván Galán ·    | 64     |
| Medalha de bronze | Ucrânia · Serhiy Lebid · Leonid Rybak · Jevgeni Bozhko · Juri Hitshun ·         | 70     |
| 4.                | Itália                                                                          | 75     |
| 5.                | Portugal                                                                        | 94     |
| 6.                | Rússia                                                                          | 124    |
| 7.                | Reino Unido                                                                     | 129    |
| 8.                | Irlanda                                                                         | 139    |

Total de 15 equipes.

### Sênior feminino individual 6,5 km
| Posição           | Atleta              | Tempo |
| ----------------- | ------------------- | ----- |
| Medalha de ouro   | Lornah Kiplagat     | 19:55 |
| Medalha de prata  | Sabrina Mockenhaupt | 20:00 |
| Medalha de bronze | Johanna Nilsson     | 20:01 |
| 4.                | Olivera Jevtić      | 20:04 |
| 5.                | Anikó Kálovics      | 20:15 |
| 6.                | Hayley Yelling      | 20:16 |
| 7.                | Inga Abitova        | 20:16 |
| 8.                | Liz Yelling         | 20:17 |
| 9.                | Rosa Morató         | 20:18 |
| 10.               | Mariya Konovalova   | 20:18 |
| 11.               | Mary Cullen         | 20:22 |
| 12.               | Veerle Dejaeghere   | 20:24 |

Total de 74 competidores.

### Sênior feminino por equipes
| Posição           | Equipe                                                                              | Pontos |
| ----------------- | ----------------------------------------------------------------------------------- | ------ |
| Medalha de ouro   | Rússia · Inga Abitova · Mariya Konovalova · Lidiya Grigoryeva · Liliya Shobukhova · | 52     |
| Medalha de prata  | Reino Unido · Hayley Yelling · Liz Yelling · Kate Reed · Natalie Harvey ·           | 54     |
| Medalha de bronze | França · Latifa Essarokh · Yamna Oubouhou · Maria Martins · Fatiha Klilech-Fauvel · | 73     |
| 4.                | Portugal                                                                            | 87     |
| 5.                | Irlanda                                                                             | 106    |
| 6.                | Países Baixos                                                                       | 109    |
| 7.                | Alemanha                                                                            | 126    |
| 8.                | Bélgica                                                                             | 157    |

Total de 11 equipes

### Júnior masculino individual 6,5 km
| Posição           | Atleta                  | Tempo |
| ----------------- | ----------------------- | ----- |
| Medalha de ouro   | Barnabás Bene           | 18:41 |
| Medalha de prata  | Andrew Vernon           | 18:42 |
| Medalha de bronze | Dušan Markešević        | 18:42 |
| 4.                | Ciprian Suhanea         | 18:50 |
| 5.                | Mohamed el Bendir       | 18:50 |
| 6.                | Stefan Patru            | 18:52 |
| 7.                | Siarhei Chabiarak       | 18:53 |
| 8.                | Arkadiusz Gardzielewski | 18:54 |

Total de 102 competidores.

### Júnior masculino por equipes
| Posição           | Equipe                                                                                    | Pontos |
| ----------------- | ----------------------------------------------------------------------------------------- | ------ |
| Medalha de ouro   | Polónia · Kamil Murzyn · Marcin Chabowski · Arkadiusz Gardzielewski · Lukasz Skoczynski · | 60     |
| Medalha de prata  | Reino Unido                                                                               | 61     |
| Medalha de bronze | Roménia                                                                                   | 80     |
| 4.                | Itália                                                                                    | 94     |
| 5.                | Espanha                                                                                   | 111    |
| 6.                | Portugal                                                                                  | 135    |
| 7.                | Rússia                                                                                    | 144    |
| 8.                | Turquia                                                                                   | 145    |

Total de 17 equipes.

### Júnior feminino individual 4,83 km
| Posição           | Atleta           | Tempo |
| ----------------- | ---------------- | ----- |
| Medalha de ouro   | Ancuţa Bobocel   | 15:23 |
| Medalha de prata  | Emily Pidgeon    | 15:25 |
| Medalha de bronze | Susan Kuijken    | 15.33 |
| 4.                | Linda Byrne      | 15:39 |
| 5.                | Galina Maksimova | 15:40 |
| 6.                | Morag Maclarty   | 15:42 |
| 7.                | Stephanie Twell  | 15:45 |
| 8.                | Yulija Ivanova   | 15:47 |

Total de 82 competidores.

### Júnior feminino por equipes
| Posição           | Equipe                                                                          | Pontos |
| ----------------- | ------------------------------------------------------------------------------- | ------ |
| Medalha de ouro   | Reino Unido · Emily Pidgeon · Morag Maclarty · Stephanie Twell · Sian Edwards · | 33     |
| Medalha de prata  | Roménia                                                                         | 48     |
| Medalha de bronze | Rússia                                                                          | 56     |
| 4.                | Bélgica                                                                         | 114    |
| 5.                | Irlanda                                                                         | 119    |
| 6.                | Turquia                                                                         | 142    |
| 7.                | Espanha                                                                         | 147    |
| 8.                | Alemanha                                                                        | 156    |

Total de 13 equipes